# Vasteville
Vasteville és un municipi delegat francès al departament de la Manche (regió de Normandia). L'1 de gener de 2017 va fusionar amb el municipi nou de La Hague. L'any 2007 tenia 1.009 habitants.

## Demografia

### Població
El 2007 la població de fet de Vasteville era de 1.009 persones. Hi havia 336 famílies de les quals 48 eren unipersonals (28 homes vivint sols i 20 dones vivint soles), 80 parelles sense fills, 180 parelles amb fills i 28 famílies monoparentals amb fills.
La població ha evolucionat segons el següent gràfic:
Habitants censats

### Habitatges
El 2007 hi havia 372 habitatges, 344 eren l'habitatge principal de la família, 17 eren segones residències i 11 estaven desocupats. 366 eren cases i 1 era un apartament. Dels 344 habitatges principals, 292 estaven ocupats pels seus propietaris, 47 estaven llogats i ocupats pels llogaters i 5 estaven cedits a títol gratuït; 4 tenien una cambra, 7 en tenien dues, 30 en tenien tres, 80 en tenien quatre i 223 en tenien cinc o més. 287 habitatges disposaven pel capbaix d'una plaça de pàrquing. A 101 habitatges hi havia un automòbil i a 225 n'hi havia dos o més.

### Piràmide de població
La piràmide de població per edats i sexe el 2009 era:
| Homes | Edats   | Dones |
| ----- | ------- | ----- |
| 0     | 95 o +  | 0     |
| 0     | 90 a 94 | 0     |
| 0     | 85 a 89 | 0     |
| 0     | 80 a 84 | 8     |
| 16    | 75 a 79 | 12    |
| 16    | 70 a 74 | 4     |
| 12    | 65 a 69 | 32    |
| 4     | 60 a 64 | 16    |
| 12    | 55 a 59 | 0     |
| 32    | 50 a 54 | 24    |
| 32    | 45 a 49 | 36    |
| 48    | 40 a 44 | 52    |
| 32    | 35 a 39 | 20    |
| 40    | 30 a 34 | 52    |
| 32    | 25 a 29 | 20    |
| 40    | 20 a 24 | 32    |
| 32    | 15 a 19 | 56    |
| 28    | 10 a 14 | 32    |
| 48    | 5 a 9   | 12    |
| 16    | 0 a 4   | 32    |

## Economia
El 2007 la població en edat de treballar era de 663 persones, 496 eren actives i 167 eren inactives. De les 496 persones actives 458 estaven ocupades (261 homes i 197 dones) i 38 estaven aturades (13 homes i 25 dones). De les 167 persones inactives 42 estaven jubilades, 65 estaven estudiant i 60 estaven classificades com a «altres inactius».

### Ingressos
El 2009 a Vasteville hi havia 376 unitats fiscals que integraven 1.100,5 persones, la mediana anual d'ingressos fiscals per persona era de 17.832 €.

### Activitats econòmiques
Dels 25 establiments que hi havia el 2007, 1 era d'una empresa de fabricació d'altres productes industrials, 8 d'empreses de construcció, 2 d'empreses de comerç i reparació d'automòbils, 2 d'empreses de transport, 1 d'una empresa d'hostatgeria i restauració, 2 d'empreses financeres, 2 d'empreses immobiliàries, 2 d'empreses de serveis, 3 d'entitats de l'administració pública i 2 d'empreses classificades com a «altres activitats de serveis».
Dels 8 establiments de servei als particulars que hi havia el 2009, 1 era una funerària, 2 paletes, 2 fusteries, 1 electricista, 1 empresa de construcció i 1 perruqueria.
L'únic establiment comercial que hi havia el 2009 era una carnisseria.
L'any 2000 a Vasteville hi havia 55 explotacions agrícoles que ocupaven un total de 630 hectàrees.

## Equipaments sanitaris i escolars
El 2009 hi havia 1 escola maternal integrada dins d'un grup escolar amb les comunes properes formant una escola dispersa i 1 escola elemental integrada dins d'un grup escolar amb les comunes properes formant una escola dispersa.

## Poblacions més properes
El següent diagrama mostra les poblacions més properes.